# Флаг Сорочинска
Флаг Соро́чинска — официальный символ муниципального образования город Сорочинск Оренбургской области Российской Федерации.
Флаг учреждён 29 сентября  2009 года и внесён в Государственный геральдический регистр Российской Федерации под номером 5707.
Флаг составлен на основании герба Сорочинска, по правилам и соответствующим традициям геральдики, и отражает исторические, культурные, социально-экономические, национальные и иные местные традиции.

## Описание
«Прямоугольное красное полотнище с отношением ширины к длине 2:3, несущее вдоль нижнего края зелёную полосу в 1/3 полотнища, на полосе сороку, выполненную белым, чёрным и жёлтым цветами, и в красной части вплотную к полосе жёлтую бревенчатую стену с двумя башнями и закрытыми воротами из герба города».

## Обоснование символики
Современная Сорочинская земля была освоена человеком многие сотни лет назад — здесь найдены многочисленные археологические памятники, относящиеся к доисторическим временам. Однако планомерное освоение и заселение здешних мест началась в XVIII веке. В 1735—36 годах Иваном Кирилловичем Кирилловым была построена деревянная крепость у слияния реки Самары с притоком Сорочкой — одна из первых в оборонительном рубеже юго-восточных границ Российского государства.
Сорочинская крепость стала основой выросшего вокруг города. На флаге Сорочинска это историческое событие отражено изображением крепостной стены.
Сорока — символ осторожности, изобретательности, удачи — созвучна названию города, делая композицию флага гласной.
Красный цвет — символ мужества, силы, труда и красоты указывает на богатую и разнообразную историю Сорочинской земли. С прошлым здешних мест связаны такие известные имена как Емельян Пугачёв, Александр Сергеевич Пушкин, Василий Иванович Чапаев. Многие жители города прославили свою малую Родину ратными подвигами и усердным трудом.
Белый цвет (серебро) — символ чистоты, совершенства, мира и взаимопонимания.
Жёлтый цвет (золото) — символ урожая, богатства, стабильности, уважения и интеллекта.
Зелёный цвет — символ природы, здоровья, молодости, жизненного роста.
Чёрный цвет — символ скромности, мудрости, вечности бытия.